# Bukit Cane
Bukit Cane är en kulle i Indonesien.   Den ligger i provinsen Aceh, i den västra delen av landet, 1 600 km nordväst om huvudstaden Jakarta. Toppen på Bukit Cane är 22 meter över havet.
Terrängen runt Bukit Cane är platt.Runt Bukit Cane är det ganska tätbefolkat, med 230 invånare per kvadratkilometer. Trakten runt Bukit Cane består till största delen av jordbruksmark.